# Park Na Książęcem w Warszawie

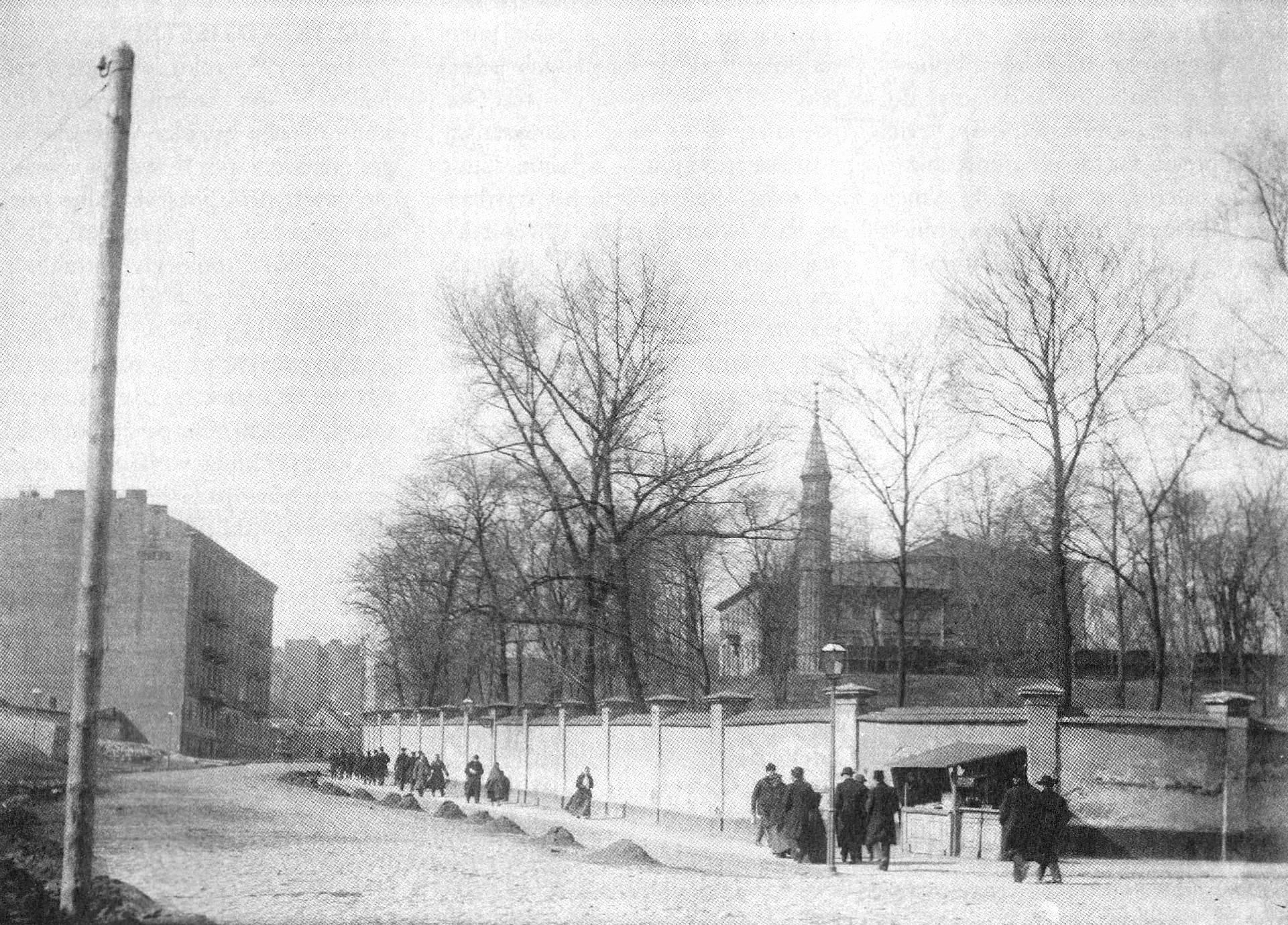
Park od strony ul. Książęcej w okresie międzywojennym, widoczny m.in. minaret

Park Na Książęcem – park znajdujący się w Warszawie, w rejonie skarpy wiślanej, między ulicami: Książęcą i Kruczkowskiego, wiaduktem mostu Poniatowskiego, terenem Muzeum Narodowego oraz budynkiem Centrum Giełdowego. Część parku Marszałka Edwarda Rydza-Śmigłego.

## Opis
Nazwa parku, podobnie jak ulicy Książęcej (dawniej ul. Na Książęcem), pochodzi od księcia podkomorzego koronnego Kazimierza Poniatowskiego, który był właścicielem dwóch ogrodów: Na Książęcem (po północnej stronie wąwozu rzeki Żurawki, Książęcej) i Na Górze (po stronie południowej).
Park został założony dla Kazimierza Poniatowskiego w latach 1776–1779 według projektu Szymona Bogumiła Zuga jako rezydencjonalny ogród o charakterze sentymentalnym. Składał się z dwóch części: geometrycznej z główną aleją i tarasami na skarpie oraz dzikiej z promenadą i stawem z wyspą. Na terenie ogrodu wzniesiono m.in. Domek Imama, minaret i pawilon chiński. W skarpie powstały podziemne korytarze i groty (Elizeum), częściowo zachowane do dziś.
W 1841 na terenie dawnego ogrodu zbudowano według projektu Henryka Marconiego Szpital św. Łazarza, który spłonął w czasie II wojny światowej
Po wojnie park wraz z zachowanymi resztkami starodrzewu i budowli stał się częścią Centralnego Parku Kultury (od 1992 parku Marszałka Edwarda Rydza-Śmigłego). Do parku włączono dolny odcinek ul. Smolnej, przy stawie wzniesiono pawilon studni, a w 1958 odsłonięto popiersie Elizy Orzeszkowej.
Przez dolną część parku przebiega Podskarpowa Ścieżka Rowerowa.